# Fernand de Ramel
Fernand de Ramel, né le 27 mars 1847 à Alès (Gard) et décédé le 25 décembre 1915 à Paris, est un homme politique français. Il est député du Gard de 1889 à 1914 et siège à la droite de la Chambre des députés, parmi les monarchistes.

## Biographie

### Notable local
Issu d'une vieille famille monarchiste d'Alès qui occupe des fonctions locales depuis Louis XIII, il fait des études de droit et obtient un doctorat. Il combat ensuite avec honneur durant la guerre franco-prussienne de 1870, où il est engagé volontaire avec le grade de sous-lieutenant puis de lieutenant.
Il entre dans l'administration publique et est nommé sous-préfet en 1873 : il prend ses fonctions à Apt, où il est très apprécié des notables et fonctionnaires de la ville. Il quitte ce poste le 25 juillet 1876 et est nommé par la suite à Castelnaudary.
Il démissionne pour retrouver son indépendance politique vis-à-vis du gouvernement dominé par les opportunistes et s'inscrit au Barreau de Paris. En 1881, il achète une charge et devient avocat à la Cour de cassation et au Conseil d'État.
Juriste éminent, il fonde la Revue du contentieux des travaux publics et écrit plusieurs ouvrages de droit.
Il est élu maire d'Alès de mai 1896 à mai 1900, en sus de son mandat de député du Gard.

### Député royaliste

#### Élection et réélections
Candidat comme « indépendant libéral », il est élu député aux élections législatives de 1889, dans la deuxième circonscription d'Alès, face au sortant Alfred Silhol, candidat républicain.
Il est constamment réélu jusqu'en 1914 :
- aux élections de 1893, aucun adversaire ne cherche à lui ravir son siège[1].
- aux élections de 1898, il l'emporte sur le candidat socialiste Gustave Rouquette[1], mineur et dirigeant syndicaliste du Gard, qui l'avait devancé au premier tour. Il est soutenu à cette occasion par la Compagnie houillère de Bessèges.
- aux élections de 1902, il devance Étienne Bracourt[1], candidat socialiste unifié et maire de Bessèges.
- aux élections de 1906, il bat le républicain libéral Plantier-Nougier[1].
- aux élections de 1910, il l'emporte sur Marius Valette, candidat socialiste unifié et maire de Nîmes, qui l'avait devancé au premier tour[1].

#### Travail parlementaire
Représentant un district minier, il demande tout d'abord des réformes en faveur des populations minières et des mesures protectionnistes en période de crise.
Figure d'importance à la Chambre des députés, il est l'une des figures du royalisme modéré, contribue à créer la droite constitutionnelle et préside le Groupe des droites de 1910 à 1914. Il fait également preuve d'une activité intense en faisant partie de nombreuses commissions : celle des réformes judiciaires, celle du travail et celle d'investigation du scandale de Panama. De plus, il dépose des propositions de loi sociales de premier plan :
- sur les caisses de retraite des ouvriers de l'industrie et de l'agriculture,
- sur les conseils d'arbitrage et de conciliation,
- sur les indemnités en cas d'erreur judiciaire et d'arrestation arbitraire,
- sur la garantie des libertés individuelles,
- sur l'assurance obligatoire contre les accidents du travail.

#### Évènements de 1899

##### La Journée Marchand
Lors du retour de la Mission Marchand à Paris en mai 1899, la droite parlementaire tente de propulser Jean-Baptiste Marchand en première ligne de leur combat. Les chefs du parti monarchiste Fernand de Ramel, le duc de Luynes et Charles Le Cour-Grandmaison prennent la tête de 1 500 manifestants royalistes qui défilent en direction du Cercle militaire dans un cortège distinct des 1 500 manifestants nationalistes de la Ligue des patriotes de Paul Déroulède. Les deux cortèges sont dispersés par les forces de l'ordre.

##### Allégation de complot monarchiste
Dans le contexte de l'agitation antidreyfusarde et de rumeurs de coup d'État qui marquent la cassation de la première condamnation de Dreyfus par le conseil de guerre, la Chambre des députés porte au pouvoir le Gouvernement Pierre Waldeck-Rousseau qui, pour mettre en œuvre la « Défense républicaine », fait arrêter une vingtaine de personnes dans les milieux nationalistes et royalistes, dont le comte Fernand de Ramel. Il figure dans la liste des 17 prévenus établie le 30 octobre 1899 par une commission de sénateurs présidée par René Bérenger, qui rejette l'accusation de « tentative d'attentat contre la sûreté intérieure de l’État » mais conserve celle de « complot ».
Le procès pour complot devant la Haute Cour s'ouvre le 9 novembre. Motivé par une volonté politique, dépourvue de charges sérieuses et entachée d'irrégularités, il ne résulte qu'en la condamnation de quatre personnes, et Fernand de Ramel bénéficie d'un non lieu.

#### Opposant à la politique de laïcisation
Il défend la liberté religieuse et s'oppose à la loi de séparation des Églises et de l'État. En 1906, durant la Querelle des inventaires, les députés de droite dénoncent la « loi de meurtre » qui conduit à assassiner des catholiques défendant leurs lieux de culte. Lorsque Aristide Briand tente de rejeter la responsabilité des violences sur les agitateurs de droite, Fernand de Ramel lui rétorque : « Le bon sens public a vu la perfidie de la loi et c'est lui qui dicte la résistance », échange qui déclenche des remous à la Chambre.

#### Divergences avec l'Action Française
Les différents courants monarchistes cohabitent avec plus de difficulté dans le Gard que dans l’Hérault. Fernand de Ramel, en tant que chef des royalistes libéraux, s'oppose au royalisme d'Action française. En 1908, il prête la main à la campagne lancée par le bureau politique du prétendant orléaniste Philippe d'Orléans contre Charles Maurras. Ses reproches se cristallisent sur le programme de l'Action française, jugé trop révolutionnaire. En particulier, les sympathies à l’égard de certaines revendications ouvrières effraient les partisans de l’ordre établi. Le nécessaire recours à la violence est également un point d'achoppement. Fernand de Ramel redoute même que l’Action française s’associe un jour avec ses ennemis de toujours « fussent-ils anarchistes, collectivistes et ainsi de suite, à condition que ce soient des révolutionnaires ». Pour contrer une telle perspective, il s’efforce de priver les tenants du nationalisme intégral des « sympathies, de l’appui et des subsides de l’aristocratie monarchiste de Paris ».
Son fils François de Ramel s'opposera aussi à l'Action française.

#### Crise viticole de 1907
Le 21 juin 1907, Fernand de Ramel critique la répression de la Révolte des vignerons de 1907 par le premier Gouvernement Clemenceau dans un discours à la Chambre :

« Trois périodes bien distinctes se présentent dans les événements que nous avons sous les yeux. La première est celle des manifestations considérées par le gouvernement lui-même comme légales, comme légitimes et favorisées par lui. On pavoisait les préfectures et les sous-préfectures, on faisait escorte aux manifestants. […] La seconde période se place au moment où l’échéance indiquée et connue par le gouvernement était arrivée, et où des municipalités, tenant les engagements qu’elles avaient pris, ont donné leur démission. […] Qu’aviez-vous à faire, monsieur le garde des Sceaux, en face de gens qui ne se dérobaient pas, qui ne fuyaient pas, qui ne fomentaient pas des mouvements d’insurrection violents, qui se contentaient de protester en démissionnant de leurs fonctions électives ? [...] Vous les avez violemment arrêtés comme des voleurs, comme des coupables, alors que les fraudeurs se promènent librement (Vifs applaudissements à droite et sur quelques bancs au centre). […] C’est là la faute capitale (Applaudissements à droite), la faute décisive, celle au sujet de laquelle j’attends encore une réponse de vous, un argument qui puisse atténuer votre responsabilité. Vous êtes impuissant à vous disculper (Nouveaux applaudissements à droite) […] Mais tout au moins – et c’est ici que j’envisage la troisième période de ces tristes événements – lorsque vous avez recouru à la force, lorsque vous avez pris cette responsabilité effroyable de mettre en contact la troupe avec une population de citoyens émus et angoissés, au moment où on arrachait de leurs rangs, par voie de mandats d’arrêt, des hommes qu’ils estiment et en qui ils ont confiance, avez-vous pris toutes les précautions nécessaires pour éviter les incidents douloureux qui se sont produits ? Il s’agit des sommations légales. Les avez-vous faites ? […] Qui est-ce qui devait, avant que la force armée donnât, prendre les responsabilités ? Ce sont vos agents à vous, monsieur le président, ce sont vos agents à vous, monsieur le garde des Sceaux. Ce sont les officiers et les magistrats civils, vous m’entendez bien, qui sont dépositaires de la force publique […]. Ce ne sont pas les officiers de l’armée, ce ne sont pas les soldats. […] Ces trois sommations, où sont-elles ? […] Aujourd’hui, le gouvernement méprise ces prescriptions légales et ce n’est pas la première fois, cela devient une habitude. Il y a quelques mois en effet, à cette même tribune, je tenais à peu près le même langage dans des circonstances non moins émouvantes et douloureuses, où aussi, sans sommations, la force armée s’était ruée sur de paisibles femmes et avait assommé d’honnêtes et vaillants citoyens, à quelques pas de cette Chambre, au seuil d’une église. (Applaudissements à droite). […] »

#### Fin de carrière
Aux élections de 1914, il est finalement battu par Marius Valette au second tour, ce qui met fin à sa carrière de député.
Il meurt subitement le 27 décembre 1915, à l'âge de 68 ans.

## Famille
Son frère aîné Gabriel de Ramel se distingue pendant la guerre franco-allemande de 1870. Il se marie en 1879 avec Anne Marguerite Labadie et donne naissance à deux enfants :
- Joseph Régis Henri Jean de Ramel, né le 29 octobre 1880 et mort au combat sur la butte de Tahure (51) le 27 septembre 1915 ;
- François Gabriel Antoine de Ramel, né le 26 janvier 1883, anobli en 1915 par le pape Benoit XV (il reçoit le titre de marquis romain), décédé le 5 décembre 1951.

La mort en 1915 de son fils Jean de Ramel éprouve durement Fernand de Ramel et sa famille. Avocat et conseiller général du canton de Barjac, Jean de Ramel était très apprécié à Alès et une rue de cette ville porte son nom.

## Hommages et distinctions
Une statue devait être édifiée à Alès en remerciement à cet homme politique cévenol très attaché à ses origines, mais elle ne verra pas le jour du fait de la Première Guerre mondiale.
Il dispose des décorations suivantes :
- Chevalier de la Légion d'honneur (9 janvier 1871)[11]
- Officier d'académie